# Maurizio Bacchin
Maurizio Bacchin (Mira, 6 ottobre 1950 – Marano Veneziano, 10 marzo 1993) è stato un politico italiano.

## Biografia
Sindaco comunista di Mira dal 1985 al 1990 e senatore della Repubblica nell'XI legislatura, muore durante il mandato per arresto cardiaco. Viene sostituito nella carica dal collega Paolo Peruzza.